# Cicerbita
Cicerbita is een geslacht van planten in de composietenfamilie. Wallroth scheidde dit geslacht in 1822 af van Lactuca. Het geslacht wordt in het Nederlands zowel muursla als bergsla genoemd.
Het zijn overblijvende, kruidachtige planten. De buitenste ring pappus is kort.
Enkele soorten zijn:
- Cicerbita alpina (L.) Wallr. is in de Europese gebergten een algemeen voorkomende soort.
- Cicerbita azurea (Ledeb.) Beauverd
- Cicerbita thianschanica (Regel & Schmalh.) Beauverd
- Cicerbita sikkimensis (Hook.f.) C.Shih